# ♀
Ne doit pas être confondu avec ☥.
♀ est un symbole pour :
- le féminin, ou la femelle, par opposition à ♂, qui représente le masculin, ou le mâle ;
- la planète Vénus ;
- le cuivre en alchimie.

## Origine
Selon une idée répandue, le symbole ♀ représenterait le miroir de la déesse romaine Vénus (et de son équivalent grec), l'un de ses attributs avec le ceste (sa ceinture magique).
Cette idée est introduite par Joseph Juste Scaliger à la fin du XVIe siècle. Il invoque également le fait que le cuivre fut utilisé pour réaliser les miroirs antiques, faisant ainsi le lien avec le symbole alchimique.
Pour le monde médical il représente la femme qui enfante, avec une croix pour l’enfant et un cercle pour le ventre de la mère (s’opposant ainsi au symbole masculin ♂ représentant une verge en érection).
Au début du XVIIe siècle, Claude Saumaise établit que le symbole dérive en réalité de la première lettre du nom grec de la planète Vénus, Φωσϕόρος / Phōsphóros, comme les symboles des autres planètes, (celui de la planète Mars, ♂, dérivant aussi selon lui de θρ, abréviation de θοῦρος / Thouros, une autre appellation de ladite planète dans la Grèce antique).

## Similitude avec d'autres symboles
La forme de ce symbole se retrouve dans d'autres cultures, où il est apparu indépendamment. Dans de nombreux cas, il représente également un symbole de féminité, de fertilité, ou plus généralement de la vie.
- l'Ânkh (☥) dite croix égyptienne ou croix ansée, est un symbole similaire, ce hiéroglyphe signifie « vie ». Il est composé d'un cercle au-dessus d'un T ou Tau ;
- les poupées de la fertilité ashantis appelées Akwaba ;
- le symbole astronomique de l'astéroïde (2) Pallas (⚴, U+26B4).

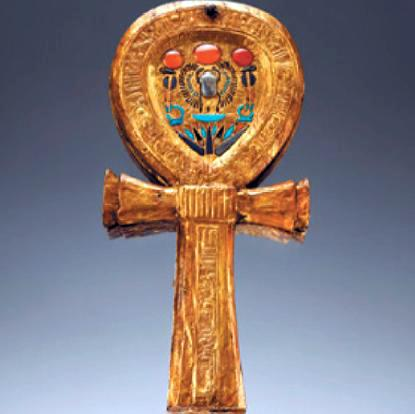
Miroir en forme d'ânkh issu de la tombe de Toutânkhamon
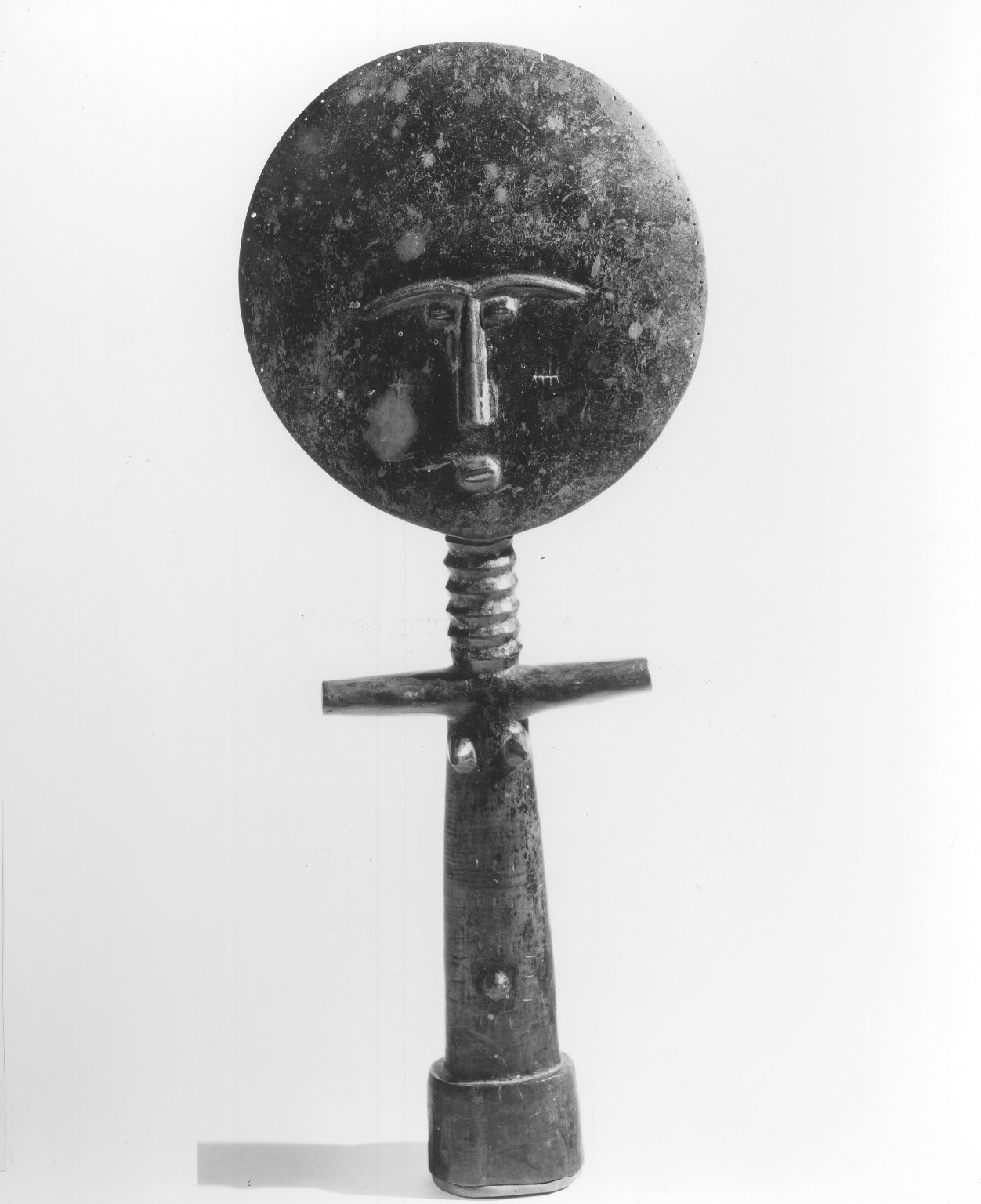
Poupée de la fertilité Ashantis
Symbole de Pallas

Par le sens, ce symbole est aussi liée à des symboles féminins comme 👩 (1F469, femme) ou 🚺 (1F6BA, symbole femmes = toilettes pour femmes).

## Saisie informatique
Le code HTML ou Unicode est &#9792;